# Geal
Geal is een album van Rowwen Hèze. Het werd op 17 augustus 2012 uitgebracht door Hans Kusters Music N.V. en bevat twaalf liedjes, alle geschreven door Jack Poels.
Geal stond twintig weken genoteerd in de Album Top 100 en bereikte daarin de tweede plaats. Het was tevens het eerste album van Rowwen Hèze dat ook een notering wist te behalen in Vlaanderen: in de Vlaamse Ultratop 200 stond het één week op nummer 169.

## Nummers
| Nr. | Titel                    | Schrijver(s) | Duur |
| --- | ------------------------ | ------------ | ---- |
| 1.  | Geal                     | Jack Poels   | 3:52 |
| 2.  | Onder de greune brug     | Jack Poels   | 3:24 |
| 3.  | Wanssumse wind           | Jack Poels   | 3:20 |
| 4.  | In de wolke              | Jack Poels   | 3:28 |
| 5.  | Zomerpaleis              | Jack Poels   | 4:02 |
| 6.  | Gaat in de weg           | Jack Poels   | 3:22 |
| 7.  | Zonder beer              | Jack Poels   | 3:43 |
| 8.  | Dit harde bed            | Jack Poels   | 3:44 |
| 9.  | Elke kier als geej lacht | Jack Poels   | 2:59 |
| 10. | Deze daag                | Jack Poels   | 4:25 |
| 11. | Hard zinge is gezond     | Jack Poels   | 4:17 |
| 12. | Treurig liedje           | Jack Poels   | 2:34 |